# Al Huqf 002
Al Huqf 002 — метеорит-хондрит масою 81 грам.